# Radio Syd Gambia
Radio Syd Gambia var en svenskägd radiostation.
I januari 1966 tvingades Radio Syds sändarfartyg Cheeta II av en vinterstorm och av svåra isförhållanden bort från positionen i Öresund. Vad som i utgångsläget tänktes skulle bli ett tillfälligt avbrott i sändningarna blev ändå det definitiva slutet för Radio Syds tillvaro i Öresund. I vågskålen fanns då även den nya piratradiolagens innebörd, som gjorde en fortsatt verksamhet som radiostation omöjlig, till och med för Britt Wadner och Radio Syd. Efter många öden och äventyr, där fartyget bl.a. under en tid ersatte det forna Radio Nords sändarfartyg, som då hade varit sändarfartyg åt Radio Caroline South, seglade Cheeta II via Las Palmas de Gran Canaria till Gambias huvudstad Bathurst, idag Banjul. Här fick Britt Wadner licens att fullt lagligt sända 20 timmar om dygnet, även med svensk halvtimme under turistsäsongen. Britt Wadner byggde även ett populärt hotell som hette Wadner Beach Hotel som låg ungefär 500 m från radiostationen, och Gambia blev under många år ett populärt turistmål för svenskar. Sändarfartyget Cheeta II omvandlades till en flytande nattklubb. I Gambia kom hela familjen att arbeta och så småningom tog Connie Wadner över hela ansvaret som stationschef. 
I Gambia kom man att sända på följande språk: Wolof, Mandinka, Engelska och Franska samt under turistsäsongen på svenska för skandinaviska lyssnare. Frekvensen var mellanvåg 329 meter eller 909 kHz. 
Radiostationen bar fortsättningsvis också det namn som stationen haft i Sverige, Radio Syd, och stationens verksamhet där pågick i trettio år, jämfört med tre år och tio månader som det blev i Öresund. Sändningarna från Radio Syd Gambia fick dock sitt hastiga slut den 11 september 2002 när den ca. 80 meter höga antennmasten rasade. I slutet av januari 2020 totalförstördes byggnaden vid en våldsam brand. Inga människor skadades men ingenting gick att rädda.

## Bildgalleriet

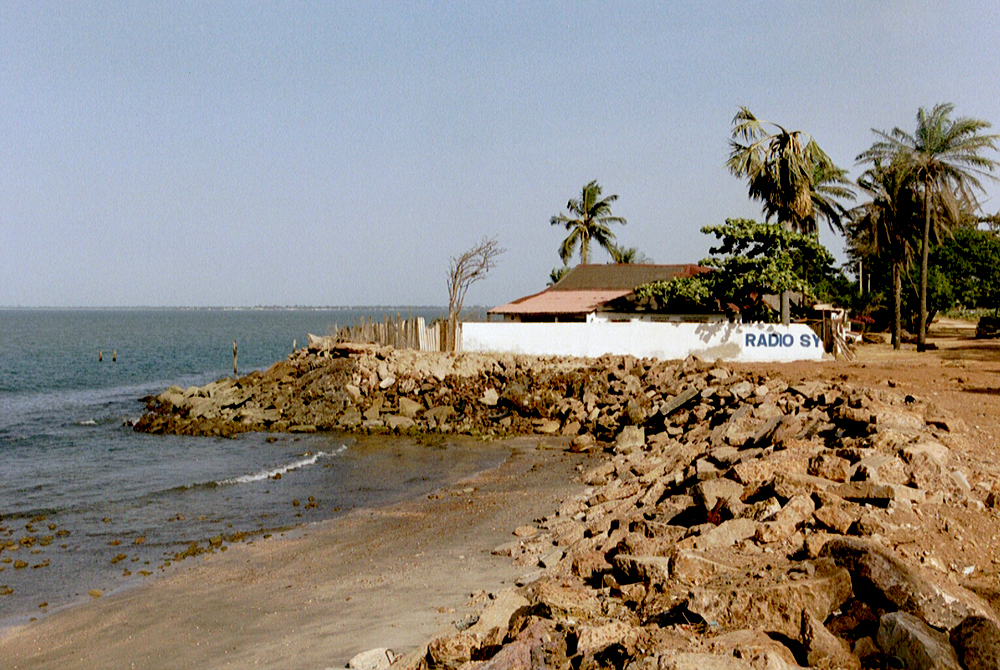
Radio Syd efter stormen i september 2002
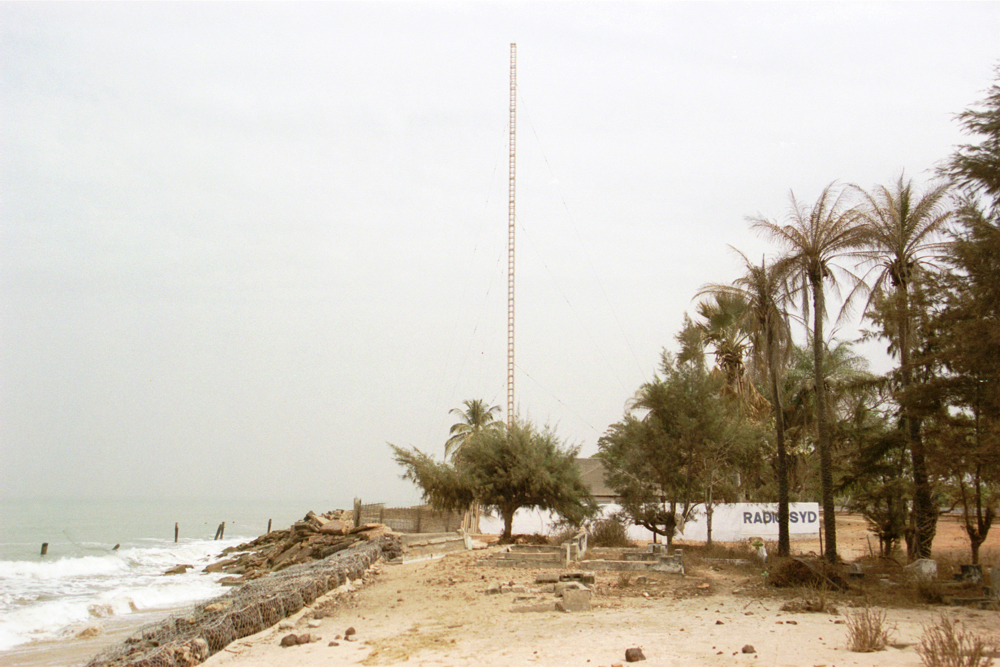
Radio Syd år 2000
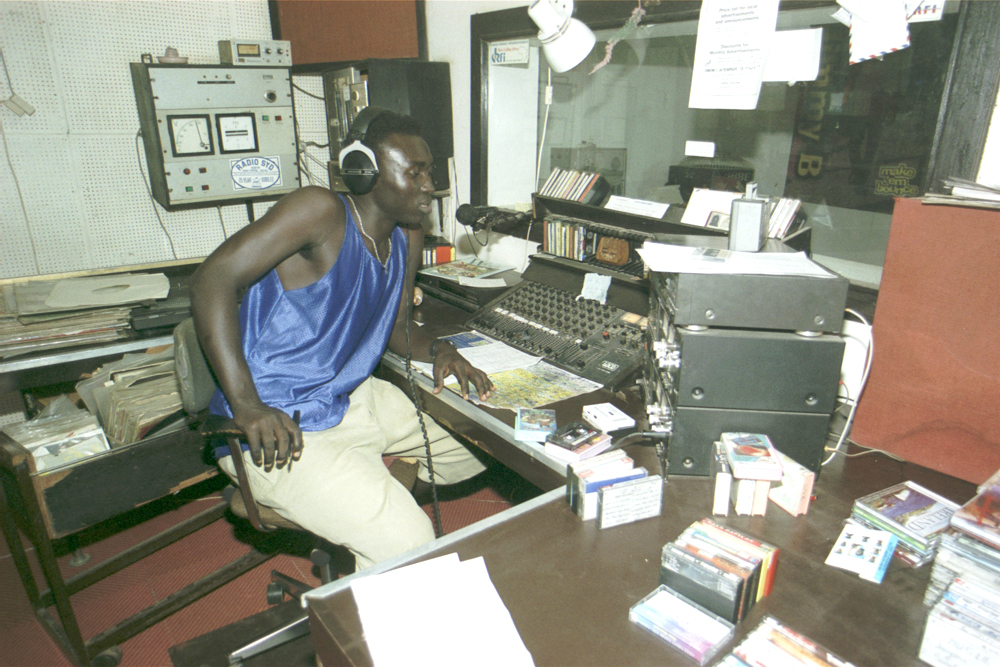
Radio Syds studio år 2000
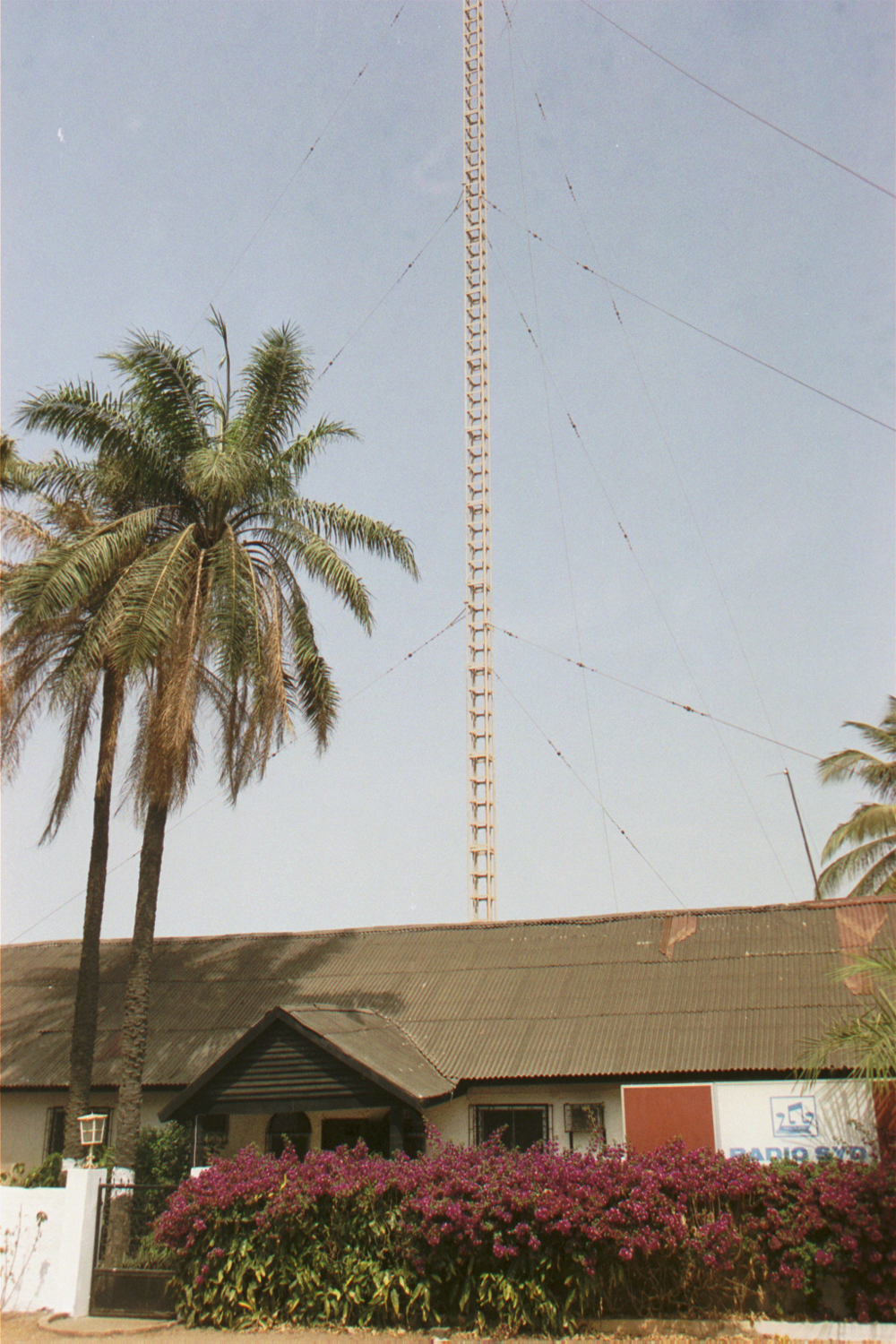
Vy från huvudvägen år 2000
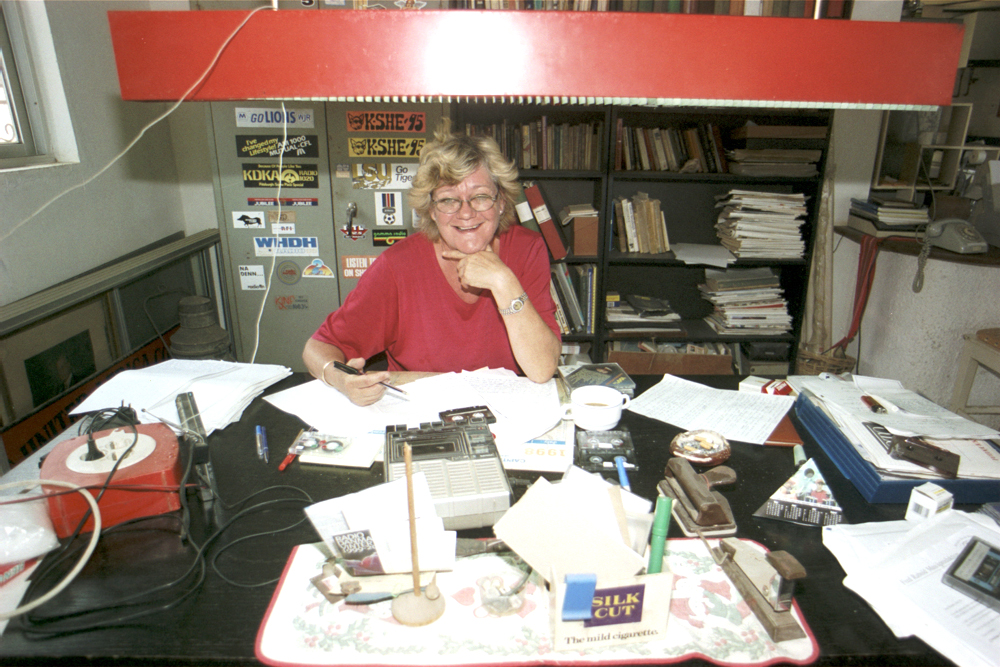
Connie förbereder nyhetsprogram år 2000
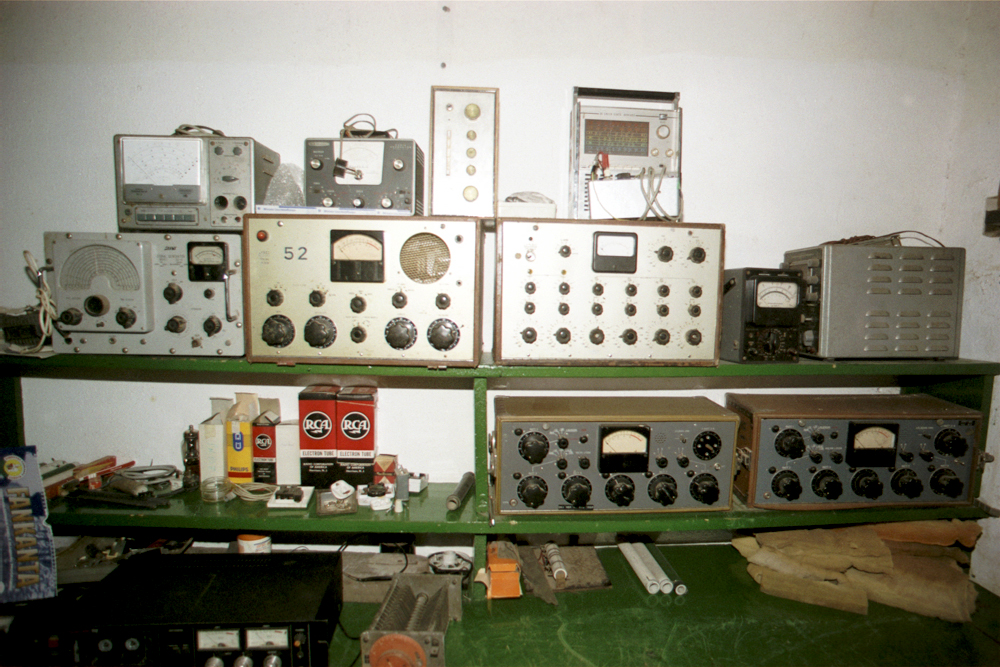
Gamla mätinstrument i sändarrummet
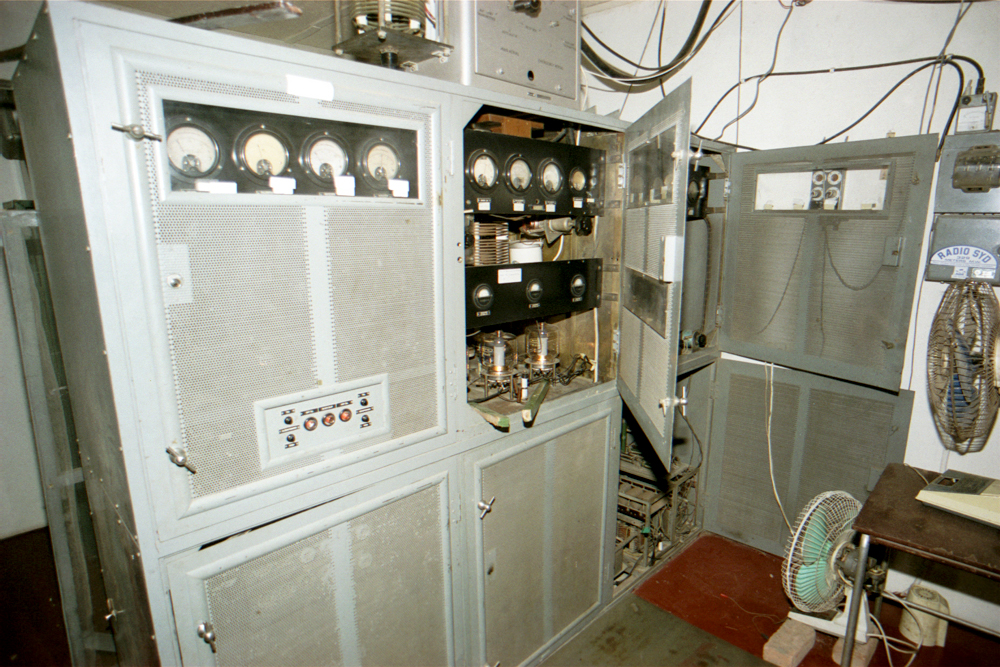
Radio Syds sändare år 2000
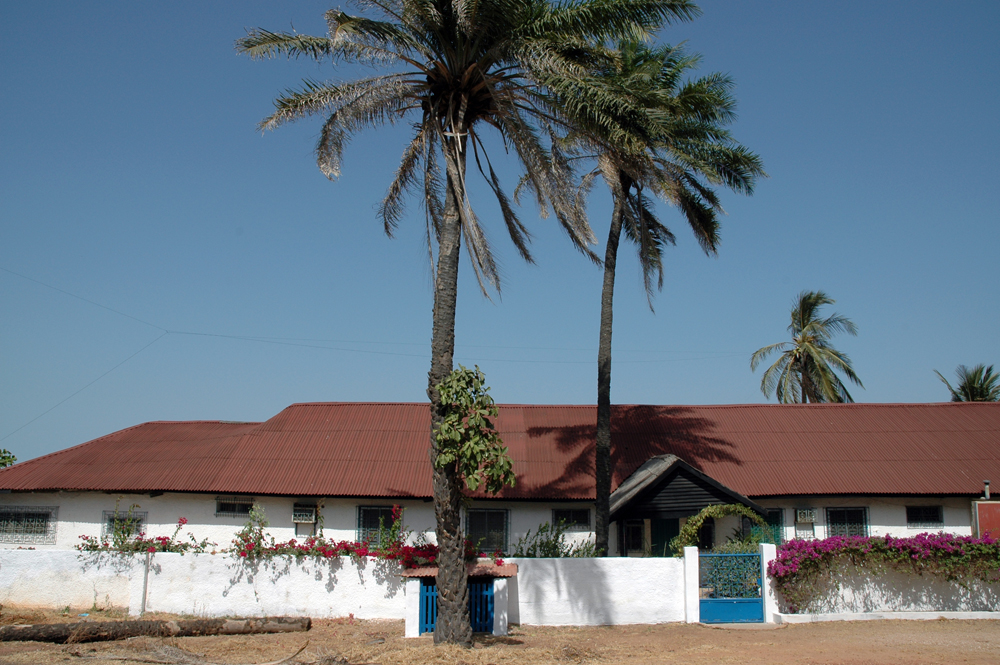
Vy från huvudvägen år 2005.
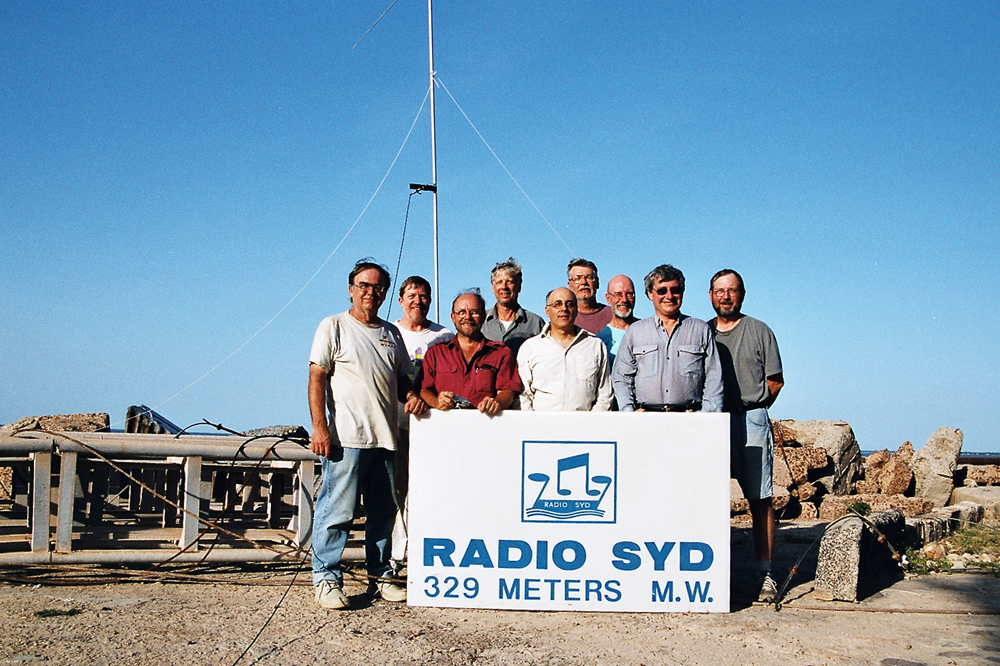
Sändaramatörer från USA och Finland på besök i oktober 2003